# Søra Gissøya
Søra Gissøya est une île norvégienne du comté de Hordaland appartenant administrativement à Bømlo.

## Description
Rocheuse et couverte d'une légère végétation, elle s'étend sur environ 1,708 km de longueur pour une largeur approximative de 587 m.